# NIMBUS–1
NIMBUS–1 (görögül: felhő) amerikai második generációs meteorológiai műhold a Nimbus programból.

## Küldetés
Feladata a méréseivel stabil adatszolgáltatást biztosítani a katonai felhasználáson túl a Nemzeti Óceán- és Légkörkutatási Hivatal (NOAA) részére.

## Jellemzői
Tervezte és építette a NASA.
Megnevezései: NIMBUS–1; NIMBUS A; COSPAR:1964-052A. Kódszáma: 872.
1964. augusztus 28-án a Vandenberg légitámaszpontról az LC–2E (LC–Launch Complex) jelű indítóállványról egy Thor–Agena hordozórakétával állították alacsony Föld körüli pályára (LEO = Low-Earth Orbit). Az orbitális egység pályája 98,42 perces, 98,66 fokos hajlásszögű, elliptikus pálya perigeuma 429 kilométer, az apogeuma 937 kilométer volt. Az utolsó fokozat motorja technikai okok miatt nem tudta megfelelő pályára emelni.
Háromtengelyesen stabilizált műhold (plusz vagy mínusz 1 fok). Föld felé néző részének átmérője 1,5 méter, a felette elhelyezett kúpos alakú tartószerkezet magassága 3 méter. Tömege 347,4 kilogramm. Napelemtáblái 3 méter hosszúak.
A fedélzetén elhelyezett széles látószögű kamerák felvételeit digitalizálta, tárolta, földi parancsra az adatokat a földi információs központba továbbította. Méréseket az elektromágneses spektrum különböző hullámhosszain, főleg látható és infravörös hullámhosszon végzett. A felhőkön és felhőrendszereken, a hőmérséklet változásokon, a viharok kialakulásán- és figyelemmel kísérésén, a páratartalom mérésén, a sugárzási tartományok ellenőrzésén kívül megfigyelték a városok fényszennyezéseit, környezetváltozásait, tüzeket, homok- és porviharokat, hó- és jégtakarót, óceáni áramlatokatés más környezeti folyamatokat.
Közel 27 000 felhőfényképet továbbított a Földre.

### Szerkezete
1. parancsfogadó antenna,
2. Nap-kereső szenzor,
3. horizontkereső,
4. Napdetektor, a napelemtáblák beállításához,
5. két napelemtábla,
6. műszeres egység,
7. APT-kamera,
8. S-sávú antenna,
9. közepes felbontású infravörös sugárzásmérő,
10. VHF-kamera,
11. nagy felbontású infravörös sugárzásmérő,
12. infravörös sugárzásmérők adatrögzítője,
13. adattovábbító antenna,
14. hőmérséklet-szabályozó zsaluk,
15. vázszerkezet,
16. helyzetszabályozó hideggáz rakétafúvókák,

1964. szeptember 22-én befejezte szolgálatát. A napelemtáblák sikertelen kinyitása miatt nem volt megfelelő az energia ellátás. 1974. május 16-án 3548,55 nap (9,72 év) után belépett a légkörbe és megsemmisült.

## Külső hivatkozások
- NIMBUS–1. lib.cas.cz. [2013. október 13-i dátummal az eredetiből archiválva]. (Hozzáférés: 2014. március 2.)
- NIMBUS–1. nasa.gov. (Hozzáférés: 2014. március 2.)
- NIMBUS–1. astronautix.com. [2014. január 9-i dátummal az eredetiből archiválva]. (Hozzáférés: 2014. március 2.)
- NIMBUS–1. astronautix.com. [2014. augusztus 5-i dátummal az eredetiből archiválva]. (Hozzáférés: 2014. március 2.)

| Elődje: Kezdet | Nimbus-program 1964–1978 | Utódja: NIMBUS–2 |